# 穆先特斯
穆先特斯，是西班牙卡斯蒂利亚-莱昂巴利亚多利德省的一个市镇。总面积64平方公里，2001年普查人口總數為598人，人口密度為每平方公里9人。